# Le Tunnel de la peur
Pour plus de détails, voir Fiche technique et Distribution.
Le Tunnel de la peur (Fragment of Fear) est un film policier britannique réalisé par Richard C. Sarafian et sorti en 1970.

## Synopsis
Tim Brett est un ancien toxicomane qui a écrit un livre sur sa désintoxication. Tim reprend contact avec sa tante Lucy, riche héritière et bienfaitrice. Tous deux décident de passer des vacances en Italie, au cours desquelles la vieille dame est retrouvée assassinée.

## Fiche technique
- Titre original américain : Fragment of Fear[1]
- Titre français : Le Tunnel de la peur[2]
- Réalisateur : Richard C. Sarafian
- Scénario : Paul Dehn d'après le roman homonyme de John Bingham.
- Photographie : Oswald Morris
- Montage : Malcolm Cooke
- Musique : Johnny Harris
- Costumes : Phyllis Dalton
- Maquillage : Bob Lawrance
- Production : Leo Jaffe, Paul Dan, John R. Sloan
- Société de production : Columbia Pictures
- Pays de production :  Royaume-Uni
- Langue originale : anglais britannique
- Format : couleur par Technicolor - 1,85:1 - Son mono - 35 mm
- Durée : 94 minutes
- Genre : film policier
- Dates de sortie :
  - Royaume-Uni : 3 septembre 1970 (Londres)
  - France : 1er janvier 1971[2]
  - Belgique : 29 janvier 1971

## Distribution
- David Hemmings : Tim Brett
- Gayle Hunnicutt : Juliet Bristow
- Wilfrid Hyde-White : M. Copsey
- Flora Robson : Lucy Dawson
- Adolfo Celi : Signor Bardoni
- Roland Culver : M. Vellacot
- Daniel Massey : Major Ricketts
- Mona Washbourne : Mme Gray
- Arthur Lowe : M. Nugent
- Yootha Joyce : Mlle Ward-Cadbury
- Derek Newark : Sergent Matthews
- Patricia Hayes : Mme Baird
- Mary Wimbush : Bunface
- Philip Stone : Sergent de la police criminelle
- Glynn Edwards : Superintendant de la police criminelle
- Massimo Sarchielli : Mario
- Angelo Infanti : Bruno
- Bernard Archard : Prete
- Kenneth Cranham : Joe
- Michael Rothwell : Rocky
- Petra Markham : jeune fille de l'école n°1
- Georgina Moon : écolière n°2
- Lois Hyett : Ecolière n°3
- John Rae : Oncle Stanley
- Edward Kemp : Kenny
- Hilda Barry : Mlle Dacey
- urt Christian : Nino
- Jessica Dublin : Matrone américaine n°1
- Louise Lambert : Matrone américaine n°2
- Richard Kerr : Chanteur pop
- Columbus : Un pigeon londonien
- Zakes Mokae :